# That's Entertainment!
That's Entertainment! är en amerikansk film från 1974 i regi av Jack Haley, Jr.. Det är en kavalkadfilm med filmmusikalnummer som gjordes för att fira Metro-Goldwyn-Mayers 50-årsjubileum. Den fick två uppföljare: Hollywood, Hollywood! och That's Entertainment! III.
De olika filmklippen introduceras av flera av filmstudions legendariska stjärnor: Frank Sinatra, Elizabeth Taylor, Peter Lawford, James Stewart, Mickey Rooney, Gene Kelly, Donald O'Connor, Debbie Reynolds, Fred Astaire, Liza Minnelli (som representerar sin mor, Judy Garland) och Bing Crosby.

## Musikalnummer i urval
- "Singin' in the Rain" - Cliff Edwards från The Hollywood Revue of 1929 (1929), Jimmy Durante och Sidney Toler från  Speak Easily (1932), Judy Garland från Little Nellie Kelly (1940) samt Gene Kelly, Debbie Reynolds och Donald O'Connor från Singin' in the Rain (1952)
- "The Broadway Melody" - Charles King och ensemblen från The Broadway Melody (1929)
- "Rosalie" - Eleanor Powell och ensemblen från Rosalie (1937)
- "Indian Love Call" - Nelson Eddy och Jeanette MacDonald från Rose-Marie (1936)
- "A Pretty Girl Is Like a Melody" - Dennis Morgan (dubbad av Allan Jones), Virginia Bruce och Ziegfeld Girls från Den store Ziegfeld (1936)
- "Begin the Beguine" - Fred Astaire och Eleanor Powell från Broadways melodi 1941 (1940)
- "The Song's Gotta Come from the Heart" - Frank Sinatra och Jimmy Durante från Drömmarnas bro (1947)
- "The Melody of Spring" - Elizabeth Taylor från Cynthia (1947)
- "Honeysuckle Rose" - Lena Horne från Soldatflamman (1943)
- "Take Me Out to the Ball Game" - Gene Kelly och Frank Sinatra från 9 man och en flicka (1949)
- "Thou Swell" - June Allyson från I mitt hjärta det sjunger (1948)
- "The Varsity Drag" - June Allyson, Peter Lawford och ensemblen från Leve kärleken (1947)
- "Aba Daba Honeymoon" - Debbie Reynolds och Carleton Carpenter från Det glada hotellet (1950)
- "It's a Most Unusual Day" - Jane Powell med Wallace Beery, Scotty Beckett och George Cleveland från Vi träffas i kväll (1948)
- "On the Atchison, Topeka and the Santa Fe" - Judy Garland, Ray Bolger, Virginia O'Brien, Cyd Charisse, Marjorie Main och ensemblen från Harvey Girls (1946)
- "Got a Feelin' for You" - Joan Crawford (introducerad av Conrad Nagel) från The Hollywood Revue of 1929 (1929)
- "Reckless" - Jean Harlow (dubbad av Virginia Verrill) och ensemblen från Hjärter i trumf (1935)
- "Did I Remember" - Jean Harlow (dubbad av Virginia Verrill) och Cary Grant från Suzy (1936)
- "Easy to Love" - James Stewart och Eleanor Powell från Mitt liv är en dans (1936)
- "Puttin' on the Ritz" - Clark Gable och ensemblen från Dårskapens marknad (1939)
- "Dear Mr. Gable (You Made Me Love You)" - Judy Garland från Broadways melodi 1938 (1937)
- "Babes in Arms" - Mickey Rooney, Judy Garland, Douglas McPhail, Betty Jaynes och ensemblen från Vi charmörer (1939)
- "Do the La Conga" - Mickey Rooney och Judy Garland med Sidney Miller och ensemblen från Vi jazzkungar (1940)
- "Waitin' for the Robert E. Lee"/"Babes On Broadway" - Mickey Rooney, Judy Garland, Virginia Weidler och ensemblen från Vi på Broadway (1941)
- "The Babbitt and the Bromide" - Gene Kelly och Fred Astaire från Ziegfeld Follies (1946)
- "They Can't Take That Away from Me" - Fred Astaire och Ginger Rogers från Vi dansar igen! (1949)
- "Heigh Ho the Gang's All Here" - Fred Astaire och Joan Crawford från Den dansande Venus (1933)
- "You're All the World to Me" - Fred Astaire från Kungligt bröllop (1951)
- Esther Williams-montage: vattenbalett från Vattnets Venus (1952), Söderhavets sång (1950) och Genom eld och vatten (1944)
- "Be My Love" - Kathryn Grayson och Mario Lanza från Flödande toner (1950)
- "Cotton Blossom/Make Believe/Ol' Man River" - Kathryn Grayson, Howard Keel, William Warfield och ensemblen från Teaterbåten (1951)
- "The Worry Song" - Gene Kelly och Jerry från Säg det med sång (1945)
- "Your Broadway and My Broadway" - Judy Garland och Buddy Ebsen från Broadways melodi 1938 (1937)
- "But Not for Me" - Judy Garland från Vi i vilda västern (1943)
- "The Trolley Song/Under the Bamboo Tree/The Boy Next Door" - Judy Garland, Margaret O'Brien och ensemblen från Vi mötas i St. Louis (1944)
- "Going Hollywood" - Bing Crosby och ensemblen från Kärlek efter noter (1933)
- "True Love" - Bing Crosby och Grace Kelly från En skön historia (1956)
- "Hallelujah" - Tony Martin, Ann Miller, Vic Damone, Debbie Reynolds, Jane Powell, Russ Tamblyn och ensemblen från Hallå sjömän (1955)
- "Barnraising Dance (Bless Your Beautiful Hide)" från Sju brudar, sju bröder (1954)
- "Thank Heaven for Little Girls" - Maurice Chevalier från Gigi, ett lättfärdigt stycke (1958)
- "An American in Paris Ballet" - Gene Kelly, Leslie Caron och ensemblen från En amerikan i Paris (1951)

## Medverkande i urval
- June Allyson
- Fred Astaire
- Ray Bolger
- Joe E. Brown
- Leslie Caron
- Cyd Charisse
- Maurice Chevalier
- Joan Crawford
- Bing Crosby
- Vic Damone
- Jimmy Durante
- Deanna Durbin
- Nelson Eddy
- Cliff Edwards
- Vera-Ellen
- Clark Gable
- Ava Gardner
- Judy Garland
- Cary Grant
- Kathryn Grayson
- Jack Haley
- Jean Harlow
- Lena Horne
- Van Johnson
- Louis Jourdan
- Buster Keaton
- Howard Keel
- Gene Kelly
- Bert Lahr
- Fernando Lamas
- Mario Lanza
- Peter Lawford
- Jeanette MacDonald
- Tony Martin
- Ann Miller
- Carmen Miranda
- Ricardo Montalban
- Robert Montgomery
- Julie Newmar
- Donald O'Connor
- Eleanor Powell
- Jane Powell
- Debbie Reynolds
- Ginger Rogers
- Mickey Rooney
- Norma Shearer
- Frank Sinatra
- James Stewart
- Elizabeth Taylor
- Esther Williams